# Vincenzo Tuccari

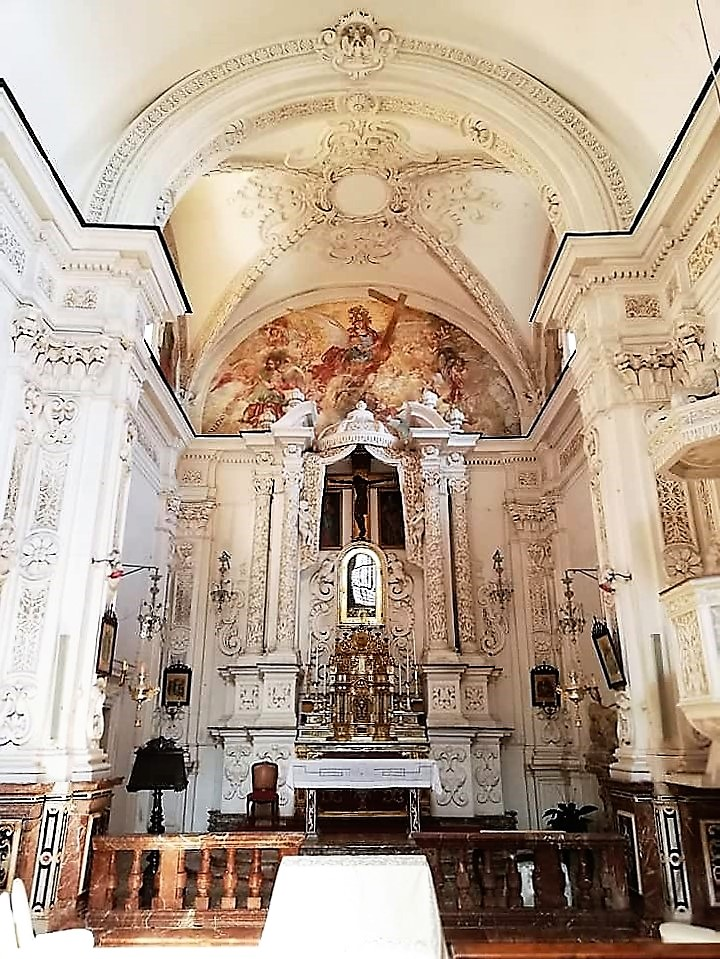
Trionfo della Croce, Chiesa della Visitazione o Varò di Taormina.

Vincenzo Tuccari (Messina, 1657 – Messina, febbraio 1734) è stato un pittore italiano di scuola barocca.

## Biografia
Figlio di Antonio Tuccari, fratello di Giuseppe e Giovanni, zio di Giovanni Junior, famiglia di pittori d'origini bavaresi.
Pittore documentato a Castiglione di Sicilia, fonti scritte insufficienti. Attività svolte nella chiesa dei Santi Antonio e Vito di Linguaglossa e altri luoghi di culto della cittadina etnea.

## Opere

### Catania e provincia

#### Calatabiano
- XVIII secolo, Madonna della Lettera raffigurata con San Giorgio Martire, patrono di Calatabiano, a destra - rappresentato in abiti sacerdotali e con un demone legato ai piedi da una catena - San Filippo Siriaco, il santo esorcista protettore e compatrono della città. Opera custodita nella chiesa di Gesù e Maria.

#### [
- 1725, Panorama di Giarre, olio su tela, opera documentata in una cappella del primitivo luogo di culto principale.[1]

### Messina e provincia

#### Letojanni
- XVIII secolo, Vergine Maria raffigurata tra San Leonardo Abate di Noblac, Sant'Antonio di Padova, San Pancrazio Vescovo e Sant'Ignazio di Loyola, olio su tela, attribuzione, nella parte bassa del dipinto si distinguono la chiesa stessa, il palazzo del marchese Reitano (Palazzo Silipigni), con annessa torre e la Torre Baglio. Opera custodita nella chiesa di Sant'Antonio di Padova.

#### Taormina
- Chiesa della Visitazione o Varò: 
  - 1699, Trionfo della Croce con San Michele Arcangelo e schiere d'angeli festanti, affresco, opera realizzata nel lunettone dell'abside;
  - 1699, Vergine, olio su tela, opera custodita nella sacrestia;
  - 1699, San Giovanni, olio su tela, opera custodita nella sacrestia.
- 1709, Madonna della Lettera ritratta fra San Pancrazio Vescovo e San Procopio, opera proveniente dalla chiesa di Santa Maria del Piliere e custodita nella chiesa di Santa Margherita.